# Grumman
Grumman Aircraft Engineering Corporation, kasnije Grumman Aerospace Corporation je američka tvrtka, vodeći proizvođač zrakoplova u 20. stoljeću. Osnivač je Leroy Grumman s Jake Swirbulom. Tvrtka se 1994. g. spojila s tvrtkom Northrop Corporation iz čega je nastala tvrtka Northrop Grumman.

## Povijest
2. siječnja 1930. g. Grumman je sa svojim partnerim (Edmund Ward Poor, William Schwendler, Jake Swirbul, i Clint Towl) osnovao svoju tvrtku u staroj Cox-Klemin Aircraft Co. tvornici u Baldwinu na Long Islandu, NY.
U početku se tvrtka bavila radovima na kamionima, sve dok nije dobila ugovor za izradu zrakoplova za Ratnu mornaricu. 
7. studenog 1962. g. tvrtka je dobila ugovor za izradu Apollo lunarnog modula koji je odveo čovjeka na Mjesec. Ukupno su sagradili 13 lunarnih modula.
1969. tvrtka je promijenila ime u Grumman Aerospace Corporation. 
1994. g. tvrtku je kupio Northrop.

## Zrakoplovi i ostali proizvodi tvrtke
- The Cats (hrv. Mačke)
  - F4F Wildcat
  - F6F Hellcat
  - F7F Tigercat
  - F8F Bearcat
  - F9F Panther
  - F9F Cougar
  - XF10F Jaguar
  - F11F Tiger
  - F-14 Tomcat
- Lovački zrakoplovi (ostali)
  - Grumman FF
  - Grumman F2F
  - Grumman F3F
  - XF5F Skyrocket
  - Grumman XP-50
- Jurišnici
  - AF Guardian
  - A-6 Intruder
- Bombarderi
  - TBF Avenger
- Amfibijski
  - JF Duck
  - J2F Duck
  - Grumman G-21 "Goose" some modified as Super or Turbo Goose
  - Grumman G-44 "Widgeon"
  - Grumman HU-16 (Coast Guard UF-1/UF-2, Navy U-16, Civilian G-111) "Albatross"
  - Grumman G-73 "Mallard"
- Ostalo
  - C-1 Trader
  - E-1 Tracer
  - S-2 Tracker
  - E-2 Hawkeye
  - C-2 Greyhound
  - OV-1 Mohawk
  - EA-6B Prowler
  - Grumman X-29A
- Svemir
  - Apollo Lunar Module
- Civilni
  - Grumman Gulfstream I
  - Grumman Gulfstream II
  - Grumman American AA-1 (1971-76)
  - Grumman American AA-1B Trainer (1971-76)
  - Grumman American AA-5 Traveler (1972-75)
  - Grumman American AA-5A Cheetah (1976-79)
  - Grumman American AA-5B Tiger (1975-79)